# Tinea pherauges
Tinea pherauges is een vlinder uit de familie van de echte motten (Tineidae). De wetenschappelijke naam van de soort werd in 1923 gepubliceerd door Alfred Jefferis Turnerr.